# Thea von Harbou
Thea Gabriele von Harbou (27 tháng 12 năm 1888 - 1 tháng 7 năm 1954) là một nhà biên kịch, tiểu thuyết gia, đạo diễn phim và nữ diễn viên người Đức. Bà đặc biệt được biết đến như là nhà biên kịch của bộ phim khoa học viễn tưởng kinh điển Metropolis và câu chuyện mà nó dựa trên. Harbou hợp tác với tư cách là nhà biên kịch với đạo diễn phim Fritz Lang, chồng bà, trong giai đoạn chuyển từ phim câm sang phim âm thanh.

## Tiểu sử
Thea von Harbou sinh ra ở Tauperlitz, Bavaria, vào năm 1888, trong một gia đình quý tộc nhỏ và các quan chức chính phủ, mang đến cho cô một mức độ thoải mái tinh vi. Khi còn nhỏ, cô được giáo viên tư nhân dạy cho một số ngôn ngữ cũng như piano và violin. Cô ấy là một thần đồng.  Tác phẩm đầu tiên của cô, một truyện ngắn được xuất bản trong một tạp chí và một tập thơ được xuất bản riêng, tập trung vào nhận thức về nghệ thuật, các chủ đề được coi là bất thường đối với một cô gái mười ba. Mặc dù có tuổi thơ đặc quyền, Harbou muốn tự mình kiếm sống, điều đó đã khiến cô trở thành một nữ diễn viên mặc dù cha cô không chấp thuận. 

## Từ tiểu thuyết gia đến nhà biên kịch
Sau khi ra mắt vào năm 1906, Harbou đã gặp Rudolf Klein-Rogge và kết hôn với anh ta trong Thế chiến I. Đến năm 1917, cô và Klein-Rogge đã chuyển đến Berlin, nơi Harbou cống hiến để xây dựng sự nghiệp của mình như một nhà văn. Cô đã bị lôi cuốn để viết những huyền thoại và truyền thuyết sử thi với giọng điệu dân tộc công khai.  Theo ước tính của một nhà sử học, "tiểu thuyết của bà đã trở nên yêu nước và tăng cường tinh thần, kêu gọi phụ nữ hy sinh và nghĩa vụ trong khi thúc đẩy vinh quang vĩnh cửu của tổ quốc". 
Sự tương tác gần gũi đầu tiên của cô với điện ảnh xuất hiện khi đạo diễn người Đức Joe May quyết định chuyển thể một tiểu thuyết của cô, Die heilige Simplizia. Từ lúc đó trở đi, "Sản lượng tiểu thuyết của cô chậm lại. Trong một thời gian ngắn, cô sẽ trở thành một trong những nhà văn điện ảnh nổi tiếng nhất nước Đức, không chỉ vì mối quan hệ hợp tác với Fritz Lang, mà còn để viết kịch bản cho F. W. Murnau, Carl Dreyer, E. A. Dupont và các ngôi sao sáng khác của Đức ". 
Anh trai của cô, Horst von Harbou, đã làm việc cho UFA với tư cách là một nhiếp ảnh gia và bắt đầu hợp tác chặt chẽ với Thea và Fritz Lang trong nhiều sản phẩm nổi tiếng nhất của họ.